# 1993 în informatică
- 1992 în informatică — 1993 în informatică — 1994 în informatică

1993 în informatică a însemnat o serie de evenimente noi notabile:

## Premiul Turing
- Juris Hartmanis și Richard Stearns